# May Mahlangu
May Siphiwe Mahlangu (Secunda, 1 mei 1989) is een Zuid-Afrikaans voormalig voetballer die doorgaans speelde als middenvelder. Tussen 2008 en 2022 was hij actief voor Helsingborgs IF, IFK Hässleholm, IFK Göteborg, Konyaspor, Sint-Truiden, Dinamo Boekarest, Loedogorets, Ordabası en FK Aksu. Mahlangu maakte in 2012 zijn debuut in het Zuid-Afrikaans voetbalelftal en kwam uiteindelijk tot negentien interlandoptredens.

## Clubcarrière
Mahlangu begon zijn carrière bij de Stars of Africa Academy, toen hij vijftien jaar oud was. Hij speelde voor hun team Alexandra United FC. Bo Nilsson was coach van het Zweedse Helsingborgs IF en vanwege zijn goede connecties met de academie, bracht hij Mahlangu naar Zweden. Hij werd eerst een jaar verhuurd aan IFK Hässleholm, ondanks dat hij nog meetrainde met Helsingborgs. In de zomer van 2009 werd hij volledig lid van de eerste selectie en in 2011, toen Helsingborgs kampioen werd, werd Mahlangu verkozen tot Speler van het Jaar. Op 24 maart 2014 tekende May bij IFK Göteborg een eenjarig contract. Een halfjaar later verkaste hij weer naar Konyaspor.
Op 16 november 2015 tekende de Zuid-Afrikaan een contract voor de rest van het seizoen bij het Belgische Sint-Truiden. Daar ziet hij twee oude bekenden terug, met Chris O'Loughlin als hoofdtrainer en Benni McCarthy als assistent-trainer. In de zomer van 2016 verkaste Mahlangu naar Dinamo Boekarest, waar hij zijn handtekening zette onder een verbintenis voor de duur van drie seizoenen. In augustus 2018 werd Mahlangu aangetrokken door Loedogorets, dat circa een half miljoen euro voor hem betaalde. In Bulgarije tekende hij voor drie jaar.
Een halfjaar en vier competitiewedstrijden na zijn komst verhuurde Ludogorets Mahlangu aan Ordabası. Na deze verhuurperiode werd hij voor twee jaar definitief overgenomen. Anderhalf jaar later vertrok Mahlangu, om in april 2022 voor drie maanden te tekenen bij FK Aksu. Na deze verbintenis besloot Mahlangu op drieëndertigjarige leeftijd een punt te zetten achter zijn actieve loopbaan.

## Interlandcarrière
Zijn internationale debuut in het Zuid-Afrikaans voetbalelftal maakte hij in januari 2012 tegen Equatoriaal-Guinea.